# 传述之魔女
《傳述之魔女》是由Fragaria開發，Seikei Production發行的一款文字冒險遊戲。遊戲於2022年8月20日在Steam、Booth等平台發售，次年4月28日登陸家用主機平台。

## 遊戲系統
《傳述之魔女》採用視覺小說的遊玩方式，玩家主要以男主角西銘光的視角進行遊戲，部分章節會為其他角色視角。玩家遊玩時需要閱覽屏幕上所顯示的文本以了解故事情節和人物之間的對話，這些文字會與人物的立繪和背景一同出现，用以表示對話的對象。對話對象的立繪會隨著對話進行而變化，根據對話的内容做出不同動作或表情。在部分場景中會遇見代替背景和人物立繪的電腦圖像。遊戲過程中會有選項，但是劇情沒有分歧，最後都通向一樣的結局。在通關遊戲後，會解鎖「Truth」篇章，以赤摘明調查日誌的方式講述故事主線中沒有提到的真相和歷史。

## 故事簡介
自小父母雙亡的西銘光寄養在姨媽家中，高一時，姨媽給了西銘光一張前往那霸的機票，讓他去找居住在渡夜時島的祖父。西銘光獨自一人到了祖父房子才發現祖父去了海外，他被迫在野外的甘蔗田過夜，期間遇到了自稱魔女的少女「莉露」，對方也是首日來到島上，同病相憐下兩人互相扶持度過了一晚。渡夜時島的人十分排外，兩人都被島民排擠，西銘光在當地名門祝女「君北風」分家的赤摘明幫助下，才免去島民的騷擾。次日，西銘光嘗試聯絡姨媽未果，在確認姨媽所說轉學安排也無效後，他意識到自己被拋棄。他破門闖入祖父房子，並以此為據點在島上打零工維生，同時也邀請了莉露一起生活。莉露一開始懷疑西銘光圖謀不軌，相處一段時間才放下戒心。
兩人同居了一段時間，莉露也開始表露自己的身份，她是異世界貧民出身，被父母買去當魔女的奴隸，在魔女面前努力表現學會了魔法，最近受村長所託來此地消滅邪神。起初西銘光並不相信，在莉露使用魔法渡海之後才改變了想法，莉露表示西銘光有學習魔法的潛質並指導一二。坦白之後，兩人建立一個萬事屋接受委託賺錢，首個委託來自赤摘明。赤摘明成年後要就職祝女，她想擺脫家族的安排，夢想成為聲優，暗地裡計劃去東京參加事務所的面試。莉露用魔法幻化成赤摘明的模樣，代替她出席祝女就職儀式，赤摘明本人偷偷前往東京。莉露和另一個分家後人勲茶殿妃里子參與了御嶽舉行的儀式，莉露發現儀式和獻祭魔法的佈局一樣，她急忙帶著妃里子離開，擊退了儀式召喚出來的夜之眷屬。事後，君北風當無事發生，取消了祝女就職儀式。莉路認為夜之眷屬就是村長所說邪神，她辭去了零工，開始獨自調查。赤摘明也獲得了自由，並引薦西銘光到妃里子旗下酒店就職。
西銘光的工作步入正軌，在渡夜時島和久久島上也結識了一些朋友，如久久島混混頭目兼城丈和保險銷售員比嘉紬。期間西銘光和莉露的感情也越來越好，朋友們對兩人駐足不前的關係著急，特意為兩人製作機會表白。只是不久後，莉露開始持續做噩夢，魔力日漸衰減，西銘光提議幫忙，她利用儀式魔法連結兩人夢境，西銘光在夢中看到莉露被囚困在某處洞穴，夜之眷屬在不斷靠近。兩人醒來後，推斷洞穴就在島上，於是前往島上君北風的封地探索，期間遇到當地祭祀的「生神」，還擊敗了夜之眷屬的使魔。兩人懷疑生神是破局的關鍵，着手研究島上的祭祀歷史。數日後莉露變得無法接觸陽光，君北風派人拜訪，說莉露是異世界送來的新一任生神，以肉身封印邪神「黑手摩」，必須由祝女侍奉。西銘光拒絕了對方，堅持獨自照顧莉露。君北風利用島內的影響力孤立西銘光，隨著莉露的身體越來越差，甚至連用於交流的翻譯魔法也失效時，西銘光只能妥協交出莉露。
在赤摘明等人的幫助下，西銘光獲得君北風收藏的古文獻，了解到島內祭祀生神的歷史，又從祖父的信件中得知上一任生神是自己的祖母，所以自己有學習魔法的潛質。封印邪神需要魔力，莉露魔力不足以承載邪神，身體因此變差。西銘光本想繼承祖父的研究慢慢找出解決之法，事與願違莉露身體惡化的很快，全球陷入黑夜。西銘光孤注一擲模仿之前莉露連結夢境的儀式魔法，在莉露夢中西銘光和黑手摩交涉，得知只有破除黑手摩的封印，祂才能離開莉露，但是過去封印的詛咒也將釋放出來。西銘光毫不猶豫破壞了封印，莉露恢復正常，黑手摩的詛咒讓全球陷入十天的黑夜。事後，君北風不再約束莉露，西銘光和莉露正式交往，並在渡夜時島定居。

## 開發及發行
Fragaria是森建立的同人創作組織，《傳述之魔女》是他第二部作品，遊戲美術由《海神的回聲》的美術負責，森負責劇本、引擎、場景圖片等內容。製作人森在專案之初就打算創作一個「王道劇情展開的作品」，只以角色的心理描述來填充劇情，不加入懸疑和推理的內容，劇本用了一年半的時間完成。在創作時，森喜歡上沖繩的歷史和宗教，所以打算將故事設置在沖繩的某個小島上。在調查資料後，他選擇以渡名喜島和久米島為原型設計兩個架空的小島作為故事舞台，他還特意前往當地考察取材，拍下照片作為遊戲的場景圖片。遊戲本來沒有配音計劃，2022年1月和發行商Seikei Production合作後，在對方的支持下才有為主要角色配音和製作遊戲中文版的計劃。
2022年4月21日，Fragaria表示遊戲預計在2022年9月推出。5月22日，Fragaria公佈遊戲演示，同年8月初，Fragaria表示會出席第100屆Comic Market，期間可以預約遊戲的實體版，數位版提早於8月20日在Steam、Booth等平台推出。9月30日，遊戲更新中文版，2023年8月10日，遊戲的韓文版由Mayflower Entertainment代理發行，遊戲中的沖繩方言以濟州方言代替。遊戲的家用主機版在2023年4月28日由Kemco發行， 包括PlayStation 4、PlayStation 5、Xbox One、Xbox Series X/S和任天堂Switch，家用主機版新增了數位版外傳小說「傳述之魔女 Append」，該小說後來以追加下載內容形式在Steam發佈。

## 評價
遊戲獲選2022年度DLsite「同人遊戲類別」的優秀作品，入選INDIE Live Expo Awards 2022的「最佳地域文化奖」。2023年11月，銷量超過1萬份，次年11月，突破2萬份，同年12月超過3萬份。
遊戲的劇情獲得正面的評價，AUTOMATON評論員Keiichi Yokoyama將該作評為2022年年度遊戲，他稱讚遊戲劇本簡單易懂，角色魅力十足，儘管描述的是普通的男女愛情故事，但是內容打磨得很好，故事節奏把握得很好，沒有多餘的內容。BuzzFeed評論員在遊玩之後，特意前往沖繩離島朝聖，他評價該作是打磨到極致的冒險遊戲，通關遊戲所需時間不長，但是能收穫到過去通關經典冒險遊戲時的滿足感。遊戲以奇幻和可愛等元素作包裝，內核卻是一個沉重嚴肅的故事，不過就算刪除奇幻等元素，單單是主線就能讓人著迷。

## 外部連結
- 官方网站（简体中文）
- 家用主機官網（日語）
- 《传述之魔女》在視覺小說數據庫的頁面 （英文）